# Sericomyia carolinensis
Sericomyia carolinensis är en tvåvingeart som först beskrevs av Metcalf 1917.  Sericomyia carolinensis ingår i släktet torvblomflugor, och familjen blomflugor. Inga underarter finns listade i Catalogue of Life.